# Eric Matthews (musicien)
Eric Matthews est un auteur-compositeur-interprète américain né en 1969 à Compton (Californie). Auteur de cinq albums solo, il est également connu pour ses collaborations avec Richard Davies au sein de Cardinal durant les années 1990, puis avec Christopher Seink avec lequel il fonde Seinking Ships en 2006.

## Biographie

### Jeunesse
Fils de musicien, Eric Matthews découvre le classique ainsi que la pop durant son enfance. Il rêve alors de devenir trompettiste classique au sein d'un orchestre. Après avoir intégré le San Francisco Conservatory of Music il abandonne ses études pour se consacrer à la musique populaire,,.

### Belt Buckle et Cardinal
En 1993, il collabore avec Lou Barlow et Bob Fay du groupe Sebadoh. Le trio sort un EP 4 titres sous le nom de Belt Buckle. Grâce à Fay il rencontre le compositeur australien Richard Davies, avec lequel il fonde Cardinal, dont l'unique album est édité par Flydaddy en 1994. Au sein de Cardinal, Matthews est chargé d'arranger les chansons de Davies, qui signe la majorité des titres de l'album. Matthews joue également de plusieurs instruments et chante en duo avec l'australien,. Les deux musiciens ont repris contact en 2005 à l'occasion de la réédition de leur premier disque éponyme et travaillent sur un projet d'album.

### Carrière solo
Encouragé par Jonathan Poneman du label indépendant Sub Pop, Matthews se met ensuite à composer en solo et est signé par le label de Seattle, qui édite ses deux premiers albums, It's Heavy in Here et The Lateness of the Hour, respectivement en 1995 et 1997. À la fin des années 1990, Matthews se retrouve sans label et devient musicien de studio. En tant qu'instrumentiste il est notamment invité à jouer sur l'album Puzzle du groupe français Tahiti 80 en 1999, sur Thirteen Tales from Urban Bohemia des Dandy Warhols en 2000, et sur Long Distance du groupe franco-américain Ivy en 2001. Matthews effectue son retour en 2005 grâce à Empyrean Records. Le label indépendant publie ses nouvelles productions solo, le mini-LP 7 titres Six Kinds of Passion Looking for an Exit, puis les albums Foundation Sounds et The Imagination Stage.

### Seinking Ships
En 2006, le guitariste Christopher Seink demande à Eric Matthews d'arranger et de produire des chansons écrites pour un projet solo. Matthews s'implique également en tant qu'instrumentiste et devient membre du projet, baptisé Seinking Ships. Ils réalisent un mini-LP éponyme en 2008, puis l'album Museum Quality Capture en 2010. Ce dernier comporte neuf instrumentaux et trois titres chantés dont Matthews a écrit les paroles. Ils sont interprétés par Miki Berenyi, l'ex-vocaliste du groupe britannique Lush. Le morceau We Will Drink Wine figure dans la bande son de Home Again, l'épisode 14 de la 4e saison de la série télévisée américaine Private Practice, diffusée sur le réseau ABC,.

## Influences et style musical
Eric Matthews reconnaît l'influence de la musique pop des années 1960, citant parmi ses musiciens favoris Paul McCartney et Brian Wilson, ainsi que le compositeur Burt Bacharach. Il apprécie également des groupes en activité durant les années 1980 comme XTC, The Smiths, Depeche Mode et les Cocteau Twins. Bien qu'ayant commencé sa carrière solo chez Sub Pop, label qui a aidé à populariser le grunge durant les années 1990, il n'apprécie pas ce style de musique.
En 2000, Matthews contribue à la compilation Caroline Now!: The Songs of Brian Wilson and the Beach Boys, réalisée en hommage au compositeur des Beach Boys, sur laquelle il reprend Lonely Sea, morceau écrit par Wilson avec le parolier Gary Usher. En 2006, il reprend Needle in the Hay sur l'album hommage à Elliott Smith To: Elliott, From: Portland.
Multi-instrumentiste, Matthews joue notamment de la trompette, de l'orgue et de la guitare sur ses disques, qu'il compose, arrange et produit lui-même. Peu attiré par la scène, il n'a jamais constitué de groupe pour promouvoir sa musique en tournée,.

## Discographie

### Belt Buckle

#### EP
- Belt Buckle EP (1993, Sonic Bubblegum Records)

### Cardinal

#### Single
- Toy Bell (1993, Flydaddy Records)

#### Album
- Cardinal (1994, Flydaddy Records)

### En solo

#### Albums
- It's Heavy in Here (1995, Sub Pop)
- The Lateness of the Hour (1997, Sub Pop)
- Six Kinds of Passion Looking for an Exit (2005, Empyrean Records)
- Foundation Sounds (2006, Empyrean Records)
- The Imagination Stage (2008, Empyrean Records)

### Seinking Ships

#### EP
- Seinking Ships (2007)

#### Album
- Museum Quality Capture (2010, S-Curve Records/EMI)